# La Manga (Tabasco)
La Manga es una localidad del municipio de Centro ubicado en la subregión centro del estado mexicano de Tabasco.

## Geografía
La localidad de La Manga se sitúa en las coordenadas geográficas 18°08′41″N 92°45′58″O / 18.144722, -92.766111, a una elevación de 9 metros sobre el nivel del mar.

## Demografía
Según el Conteo de Población y Vivienda 2020, efectuado por el Instituto Nacional de Estadística y Geografía, la localidad de La Manga tiene 1,048 habitantes, de los cuales 551 son del sexo masculino y 497 del sexo femenino. Su tasa de fecundidad es de 2.2 hijos por mujer y tiene 245 viviendas particulares habitadas.
| Gráfica de evolución demográfica de La Manga entre 1980 y 2020 |
|                                                                |
| INEGI.                                                         |